# Encyrtus barbiger
Encyrtus barbiger är en stekelart som beskrevs av Prinsloo 1991. Encyrtus barbiger ingår i släktet Encyrtus och familjen sköldlussteklar. Inga underarter finns listade i Catalogue of Life.